# Vámosgyörk
Vámosgyörk is een plaats (község) en gemeente in het Hongaarse comitaat Heves. Vámosgyörk telt 2058 inwoners (2002).